# Паттон, Чарли
Ча́рли Пэ́ттон (англ. Charley Patton) — американский блюзовый музыкант, пионер дельта-блюза. Считается афроамериканцем, хотя имел более половины индейской крови. Играл на двенадцатиструнной гитаре.

## Биография
Паттон родился в округе Хайндс, штат Миссисипи, недалеко от города Эдвардс, и большую часть жизни прожил в округе Санфлауэр, в дельте Миссисипи. Большинство источников указывают, что он родился в апреле 1891 года, но также назывались 1881, 1885 и 1887 годы. Происхождение и раса Паттона также неясны. Его родителями были Билл и Энни Паттон, но местные жители считали, что его отцом был бывший раб Хендерсон Чатмон. Несколько детей Чатмона стали популярными музыкантами Дельты, выступая сольно и в составе групп, включая Mississippi Sheiks. Биограф Джон Фейи описывал Паттона как человека со «светлой кожей и европеоидными чертами».
Паттона считали афроамериканцем, но из-за его светлой кожи на протяжении многих лет ходили слухи о его происхождении. Одна из теорий, поддержанная блюзовым музыкантом Хаулин Вулфом, заключалась в том, что Паттон был мексиканцем или чероки. Принято считать, что Паттон был чернокожим, белым и коренным американцем. Некоторые считают, что у него была бабушка-чероки; однако историки также широко утверждают, что он был от четверти до половины чокто. В 1897 году его семья переехала на 100 миль (160 км) к северу, на плантацию Докери площадью 10 000 акров (40 км2), хлопковую ферму и лесопилку недалеко от Рулевилла, Миссисипи. Там Паттон выработал свой музыкальный стиль под влиянием Генри Слоана, который играл в новом, необычном стиле, который сейчас считается ранней формой блюза. Паттон выступал в Докери и на близлежащих плантациях и начал сотрудничать с Уилли Брауном. Томми Джонсон, Фиддлин Джо Мартин, Роберт Джонсон и Честер Бернетт (который позже стал известен в Чикаго как Хаулин Вульф) также жили и выступали в этом районе. Паттон был наставником для этих молодых исполнителей.
Роберт Палмер описывал Паттона как «универсального блюзмена», который с одинаковым мастерством играл «глубокий блюз, белые песни деревенских жителей, баллады XIX века и другие разновидности чёрной и белой танцевальной музыки».
Он был популярен на юге Соединённых Штатов и ежегодно выступал в Чикаго; в 1934 году он выступал в Нью-Йорке. В отличие от большинства блюзовых музыкантов своего времени, которые часто были странствующими исполнителями, Паттон играл по расписанию на плантациях и в тавернах. Он приобрёл популярность благодаря своему артистизму: иногда он играл, положив гитару на колени, за голову или за спину.
Паттон был невысоким мужчиной, ростом около 5 футов 5 дюймов (1,65 м), но его хриплый голос, по слухам, был достаточно громким, чтобы его было слышно на расстоянии 500 метров без усиления. Этот стиль пения особенно повлиял на Хаулина Вулфа (хотя в первую очередь следует упомянуть Джимми Роджерса, «поющего кондуктора»). В 1933 году Паттон поселился в Холли-Ридже, штат Миссисипи, со своей гражданской женой и партнёршей по записи Бертой Ли. Его отношения с Бертой Ли были бурными. В начале 1934 года они оба были заключены под стражу в тюрьме Белзони, штат Миссисипи после особенно жестокой драки. У. Р. Калауэй из Vocalion Records вызволил их из тюрьмы и сопроводил в Нью-Йорк, где Паттон должен был записать свои последние песни (30 января и 1 февраля). Позже они вернулись в Холли-Ридж, и Ли был с Паттоном в его последние дни. 
Паттон умер на плантации Хитман-Дедхэм, недалеко от Индианолы, 28 апреля 1934 года. Он похоронен в Холли-Ридж (оба города находятся в округе Санфлауэр). В свидетельстве о смерти указано, что он умер от порока митрального клапана. В свидетельстве о смерти не упоминается Берта Ли; единственным информатором указан некий Вилли Кэлвин. О смерти Паттона не сообщалось в газетах. На его могиле (местоположение которой было указано смотрителем кладбища К. Ховардом, который утверждал, что присутствовал на похоронах) в июле 1990 года было установлено мемориальное надгробие, оплаченное музыкантом Джоном Фогерти через Мемориальный фонд Маунт-Сион. Написание имени Паттона было продиктовано Джимом О'Нилом, который написал эпитафию.

## Дискография
Gennett Records, Ричмонд, Индиана, 1929
- «Pony Blues»
- «Mississippi Boweavil Blues»
- «Screamin' and Hollerin' The Blues»
- «Down the Dirt Road Blues»
- «Banty Rooster Blues»
- «Pea Vine Blues»
- «It Won’t Be Long»
- «Tom Rushen Blues»
- «A Spoonful Blues»
- «Shake It and Break It (But Don’t Let It Fall Mama)»
- «Prayer of Death Part 1 & 2»
- «Lord I’m Discouraged»
- «I’m Goin' Home»

Paramount Records, Графтон, Висконсин, 1929
- «Going to Move to Alabama»
- «Elder Greene Blues»
- «Circle Round the Moon»
- «Devil Sent the Rain Blues»
- «Mean Black Cat Blues»
- «Frankie and Albert»
- «Some These Days I’ll Be Gone»
- «Green River Blues»
- «Hammer Blues»
- «Magnolia Blues»
- «When Your Way Gets Dark»
- «Heart Like Railroad Steel»
- «Some Happy Day»
- «You’re Gonna Need Somebody When You Die»
- «Jim Lee Blues Part 1»
- «Jim Lee Blues Part 2»
- «High Water Everywhere Part 1»
- «High Water Everywhere Part 2»
- «Jesus Is a Dying-Bed Maker»
- «I Shall Not Be Moved»
- «Rattlesnake Blues»
- «Running Wild Blues»
- «Joe Kirby»
- «Mean Black Moan»
- «Farrell Blues»
- «Come Back Corrina»
- «Tell Me Man Blues»
- «Be True Be True Blues»

Paramount Records, Графтон, Висконсин, 1930
- «Dry Well Blues»
- «Some Summer Day»
- «Moon Going Down»
- «Bird Nest Bound»

Vocalion Records, Нью-Йорк, 1934
- «Jersey Bull Blues»
- «High Sheriff Blues»
- «Stone Pony Blues»
- «34 Blues»
- «Love My Stuff»
- «Revenue Man Blues»
- «Oh Death»
- «Troubled 'Bout My Mother»
- «Poor Me»
- «Hang It on the Wall»
- «Yellow Bee»
- «Mind Reader Blues»